# لیهو (هاوایی)
لیهو (به انگلیسی: Lihue) یک منطقهٔ مسکونی در ایالات متحده آمریکا است که در شهرستان کائوآئی، هاوایی واقع شده‌است. لیهو ۱۸٫۴ کیلومتر مربع مساحت و ۶٬۴۵۵ نفر جمعیت دارد و ۶۷ متر بالاتر از سطح دریا قرار دارد.